# 樓澤
樓澤（1416年—？），字仁甫，浙江金華府永康縣人，民籍。明朝政治人物。進士出身。

## 生平
浙江鄉試第三十三名。正統十年（1445年）乙丑科會試第一百二十四名，殿試登進士第三甲第三十六名。

## 家族
曾祖樓仲敏。祖父樓士良。父亲樓秉禮。